# 婺源县
婺源县位于中华人民共和国江西省东北部，与安徽省、浙江省交界，是上饶市所辖的一个县。婺源縣地處中亞熱帶，具有東亞季風區的特色，氣候温和、雨量充沛、霜期較短、四季分明，縣人民政府駐蚺城路1號。
婺源县为古徽州府所辖的六县之一，也是徽州文化的发祥地之一。

## 历史沿革
唐开元二十四年（736年）休宁县洪真谋反，经三年讨平。开元二十八年（公元740年）析休宁县回玉乡和乐平县的怀金乡置婺源县，治清华镇，隶歙州。天复元年（901年），县治迁至弦高（今紫阳镇）。
北宋宣和三年，歙州改称徽州，婺源县属之。
元至元十四年（1277年）升徽州置徽州路，婺源县属之。元贞元年（1295年）升婺源县置婺源州，仍属徽州路。至正十七年（1357年）朱元璋改徽州路为兴安府，至正二十七年（1367年）又改徽州府，婺源州属之。明洪武二年（1369年）婺源州复降为县，仍属徽州府。清延明制。
辛亥革命后，废府留县，婺源县直属安徽省管辖。

中華民國時期，婺源縣屬安徽省管轄

1934年为便于“剿共”，婺源划归江西省第五行政区管辖，爆发婺源回皖运动（婺源返皖运动），1947年又划回安徽省第七行政区管辖。
1949年5月1日，中国人民解放军第四野战军占领婺源，将婺源划归江西省赣东北行政区浮梁专区管辖；9月，改属江西省乐平专区；11月重属浮梁专区。1952年10月，划归江西省上饶专区管辖至今。

## 行政区划
婺源县下辖1个街道办事处、10个镇、6个乡：
蚺城街道、紫阳镇、清华镇、秋口镇、江湾镇、思口镇、赋春镇、镇头镇、太白镇、中云镇、许村镇、溪头乡、段莘乡、浙源乡、沱川乡、大鄣山乡和珍珠山乡。

## 地理

### 区位
婺源县位于江西东北部，与安徽省、浙江省交界。东为浙江开化县，北为安徽休宁县，西为景德镇市、浮梁县和乐平市，南邻德兴市。

### 地形地貌
东部、北部为山区，中部、南部多丘陵、盆地。基本地貌特征呈北高南低。最高山峰擂鼓峰，位于北部与休宁交界处，海拔1629米。

### 水系
全县大部分地区属乐安江流域。

## 交通

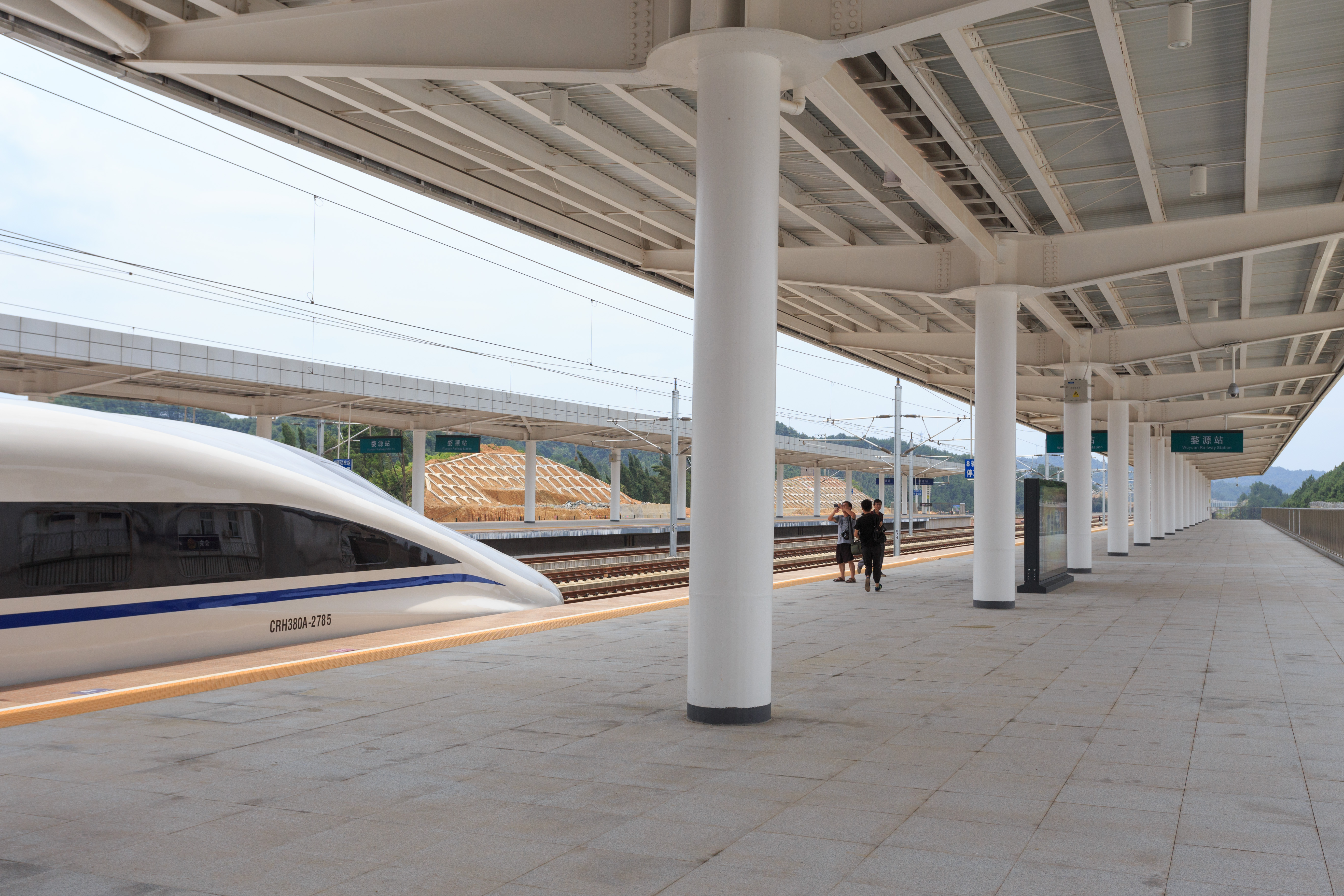
2015.06.28合福客运专线开通首日，停靠在婺源站的G2626次列车

- 铁路：合福客运专线、衢九铁路
- 公路： 杭瑞高速公路、 德婺高速公路、 237国道、 351国道过境。

## 经济
| 婺源县GDP  | 婺源县GDP | 婺源县GDP | 婺源县GDP | 婺源县GDP |
| ---------- | --------- | --------- | --------- | --------- |
| 年         | 年        |           | GDP       | GDP       |
| 2001       | 2001      |           | 11.37     | 11.37     |
| 2002       | 2002      |           | 13.23     | 13.23     |
| 2003       | 2003      |           | 15.73     | 15.73     |
| 2004       | 2004      |           | 18.85     | 18.85     |
| 2005       | 2005      |           | 23.11     | 23.11     |
| 2006       | 2006      |           | 27.86     | 27.86     |
| 2007       | 2007      |           | 31.81     | 31.81     |
| 2008       | 2008      |           | 36.46     | 36.46     |
| 2009       | 2009      |           | 41.50     | 41.50     |
| 2010       | 2010      |           | 47.71     | 47.71     |
| 2011       | 2011      |           | 56.22     | 56.22     |
| 2012       | 2012      |           | 63.50     | 63.50     |
| 2013       | 2013      |           | 73.00     | 73.00     |
| 2014       | 2014      |           | 80.00     | 80.00     |
| 2015       | 2015      |           | 83.03     | 83.03     |
| 2016       | 2016      |           | 91.27     | 91.27     |
| 2017       | 2017      |           | 100.78    | 100.78    |
| 2018       | 2018      |           | 106.43    | 106.43    |
| 2019       | 2019      |           | 131.5     | 131.5     |
| 单位：亿元 |           |           |           |           |

以旅游业和农业为主。2011年GDP为56.22亿元。

## 人口
2010年11月1日第六次全国人口普查，全县常住人口共334020人，其中男性169724人，占50.81%；女性164296人，占49.19%。全县常住人口中以汉族为主，各少数民族人口共有208人。
截至2021年末，婺源縣常住人口312311人，比2020年末減少2674人，其中，城鎮人口165569人，佔總人口的比重為53.01%，比2020年末提高0.98個百分點。

## 教育
全县常住人口中，具有大专以上学历的13634人，具有高中（含中专）学历33757人。
主要中学有婺源中学、天佑中学、紫阳中学、朱熹中学、文公中学

## 风景名胜
- 全国重点文物保护单位：清华彩虹桥、婺源宗祠（篁村余氏宗祠、阳春方氏宗祠、汪口俞氏宗祠、黄村经义堂、洪村光裕堂、西冲敦伦堂、豸峰成义堂）、理坑村民居、凤山查氏宗祠、新源俞氏宗祠、
- 江西省文物保护单位：朱瓌墓、龙天塔、坑头村民居、江湾村民居、豸峰村民居、灵岩洞遗墨题刻、理坑诒裕堂、胡昌翼墓、詹初墓、婺源明清祠堂（岭下村大经堂、水岚村詹氏宗祠、豸峰村资深堂、旃坑村萧江宗祠、洪村霭庭公祠）、下溪头社公坛、汪口平渡堰等等
- 中国历史文化名村：理坑村、汪口村、延村、虹关村、思溪村、篁岭村、西冲村、
- 江西省历史文化名村：李坑村、晓起村、江湾村、游山村、庆源村、凤山村、考水村、
- 大鄣山
- 国家5A景区：江湾
- 国家4A景区：思溪延村、文公山、翼天文化旅游城、五龙源、严田、汪口、大鄣山卧龙谷、灵岩、李坑、熹园、鸳鸯湖、篁岭、源头古村、
- 婺女洲

- 理坑村
- 油菜花盛开的江岭
- 黄村经义堂
- 汪口俞氏宗祠
- 清华彩虹桥
- 李坑村
- 江湾村敦伦堂（江一麟纪念馆）
- 凤山龙天塔
- 虹关村古樟
- 篁村余氏宗祠
- 婺源篁岭村-晒秋

## 特产
荷包红鲤鱼、歙砚、江湾雪梨、晓起皇菊。
婺源绿茶为中国地理标志产品。